# أندرو كلاي
أندرو كلاي (بالإنجليزية: Andrew Dice Clay)‏ (و. 1957 – م) هو ممثل، وممثل أفلام، وممثل تلفزيوني، من الولايات المتحدة الأمريكية، ولد في مدينة نيويورك.

## وصلات خارجية
- أندرو كلاي على موقع IMDb (الإنجليزية)
- أندرو كلاي على موقع روتن توميتوز (الإنجليزية)
- أندرو كلاي على موقع ألو سيني (الفرنسية)
- أندرو كلاي على موقع ميوزك برينز (الإنجليزية)
- أندرو كلاي على موقع تيرنر كلاسيك موفيز (الإنجليزية)
- أندرو كلاي على موقع أول موفي (الإنجليزية)
- أندرو كلاي على موقع إن إن دي بي (الإنجليزية)
- أندرو كلاي على موقع أول ميوزيك (الإنجليزية)
- أندرو كلاي على موقع ديسكوغز (الإنجليزية)
- أندرو كلاي على موقع قاعدة بيانات الفيلم (الإنجليزية)